# Alpe Adria Cup
Der Alpe Adria Cup (AAC) ist ein supranationaler Basketballwettbewerb für Vereinsmannschaften der Herren. Teilnehmer sind professionelle Erstligamannschaften aus den Ländern der Alpen-Adria-Allianz ohne Ungarn, jedoch ähnlich wie in der vormaligen Austrian Slovak Women Basketball League auch aus der Slowakei. Nachdem bei der Premiere in der Saison 2015/16 je zwei Mannschaften aus allen teilnehmenden Ländern mitspielten, sind in der zweiten Saison 2016/17 fünf slowenische, drei österreichische, zwei slowakische und schließlich zwei kroatische Mannschaften im Wettbewerb vertreten, nachdem der kroatische Verein KK Kvarner 2010 zurückzog und durch die tschechische Mannschaft BK Děčín ersetzt wurde.

## Modus
In der Premierensaison spielten die acht teilnehmenden Mannschaften in einem Rundenturnier in zwei Gruppen mit jeweils vier Mannschaften praktisch die „Setzliste“ für das Viertelfinale im K.-o.-System aus. Dabei traf dann der Gruppenerste auf den Gruppenletzten der anderen Gruppe sowie der Gruppenzweite auf den Gruppendritten der anderen Gruppe. Über das Weiterkommen ab dem Viertelfinale entschied die Addition von Hin- und Rückspiel, wobei die besser platzierte Vorrundenmannschaft im Rückspiel Heimrecht hatte. Der Titelgewinner wurde in einem Final-Four-Turnier ermittelt, so dass ab dem Halbfinale ein einzelnes Spiel über den Sieger entschied. Gastgeber Helios Suns Domžale konnte dabei die Titelpremiere gewinnen und im Finale den nationalen Konkurrenten KK Zlatorog Laško knapp mit drei Punkten Unterschied besiegen.
Ab der zweiten Saison wurde in vier Vorrundengruppen gespielt; bei 13 teilnehmenden Mannschaften gab es drei Gruppen mit je drei Mannschaften sowie eine Gruppe mit vier Mannschaften. Bis auf die Vierergruppe, in der zwei slowenische Mannschaften spielten, verteilte sich wie schon bei der Premiere ein Jahr zuvor die Konkurrenz in der jeweiligen Gruppe auf Mannschaften aus unterschiedlichen Nationen.

## Geschichte

### Austragungen
2015/16 Final Four in Domžale
|  | Halbfinale | Halbfinale          | Halbfinale |                  |                  | Finale           | Finale              | Finale  |
|  |            |                     |            |                  |                  |                  |                     |         |
|  | 1. März    |                     |            |                  |                  |                  |                     |         |
|  | A1         | Helios Suns Domžale | 84         |                  |                  | 2. März          | 2. März             | 2. März |
|  | B2         | KK Zagreb           | 65         |                  |                  | A1               | Helios Suns Domžale | 66      |
|  |            |                     |            |                  |                  | B3               | Zlatorog Laško      | 63      |
|  |            |                     |            |                  |                  |                  |                     |         |
|  | 1. März    | 1. März             | 1. März    | Spiel um Platz 3 | Spiel um Platz 3 | Spiel um Platz 3 |                     |         |
|  | B1         | BC Prievidza        | 80         | 2. März          | 2. März          | 2. März          |                     |         |
|  | B3         | Zlatorog Laško      | 89         |                  |                  | B2               | KK Zagreb           | 94      |
|  |            |                     |            |                  |                  | B1               | BC Prievidza        | 73      |
|  |            |                     |            |                  |                  |                  |                     |         |